# Nord
Il nord o settentrione (anticamente anche norte), è uno dei quattro punti o direzioni cardinali. È opposto al sud e perpendicolare a est e ovest. Nello specifico della cultura occidentale, il nord è il punto cardinale principale usato (esplicitamente o implicitamente) per definire le altre direzioni.
È la direzione a sinistra dell'osservatore orientato verso est e a destra di quello orientato verso ovest. Chi guarda verso nord ha il sole sempre alle spalle.

## Il nord geografico
Il nord geografico è la direzione verso l'estremità settentrionale dell'asse sul quale ruota la Terra, chiamata Polo Nord, che si trova nell'Artide.

## Il nord magnetico
Il nord magnetico è la direzione verso il Polo Nord magnetico, che si trova a una certa distanza dal Polo Nord geografico.
Il nord magnetico è una direzione geografica variabile. Infatti questo nord varia di 7' l'anno. Oggi il VAR (Variation angle) è pari a 3°. Questa direzione è utilizzata nelle strumentazioni di bordo per gli aeroplani e le navi. È da notare che convenzionalmente in un dipolo viene definito polo nord il polo da cui divergono le linee di forza del campo magnetico e polo sud quello su cui convergono. In base a questa definizione, attualmente sulla Terra il polo magnetico nei pressi del Polo Nord geografico sarebbe un polo sud magnetico. Tuttavia, per semplicità esso è denominato Polo Nord magnetico. I Poli magnetici sono soggetti a periodiche inversioni complete, causate da mutamenti nel nucleo terrestre.

## Etimologia
La parola "settentrione" deriva dal latino Septem Triones (cioè "Sette Buoi"), che per gli antichi Romani stava ad indicare la costellazione dell'Orsa Maggiore, ciò a causa del lento movimento degli astri attorno alla stella polare che ricordava ai romani quello dei buoi durante l'aratura.
Il termine "nord" è d'origine germanica e deriva forse dalla figura di Norðri, uno dei quattro 
nani della mitologia norrena deputati a reggere la volta celeste nei rispettivi punti cardinali (gli altri tre erano infatti Suðri, Austri e Vestri).